# にかけうどん
にかけうどんは、愛知県三河地方の郷土料理。

## 特色
「三河っ子のソウルフード」と呼ばれる。単ににかけと呼ばれることもある。温かいうどんに、かまぼこ、刻んだ油揚げ、茹でた青菜、花かつおを乗せたものである。
つゆによって2種類あり、通常の醤油を用いたものは赤（赤にかけうどん、あるいは単ににかけうどん）、白醤油を用いたものは白（白にかけうどん）と呼ばれる。

## 名前の由来
名前の由来ははっきりとはしていないが以下のような説がある。
- 「熱く煮たつゆをかける」ことから「煮かけ」[1][3]
- 「具が多く、荷をかけたように見える」ことから「荷かけ」[1][3][5]
- 最初は「煮しめ」を乗せていたので「煮しめかけうどん」[5]

## ギャラリー
- 玉川うどんのにかけうどん
- 信州庵大岩店のにかけうどん
- 勢川本店。「三河名物 豊橋うどん」の旗が掲げてある。